# 施派克科格爾山 (艾塞訥茨阿爾卑斯山脈)
47°29′08″N 14°41′16″E / 47.485470°N 14.687850°E

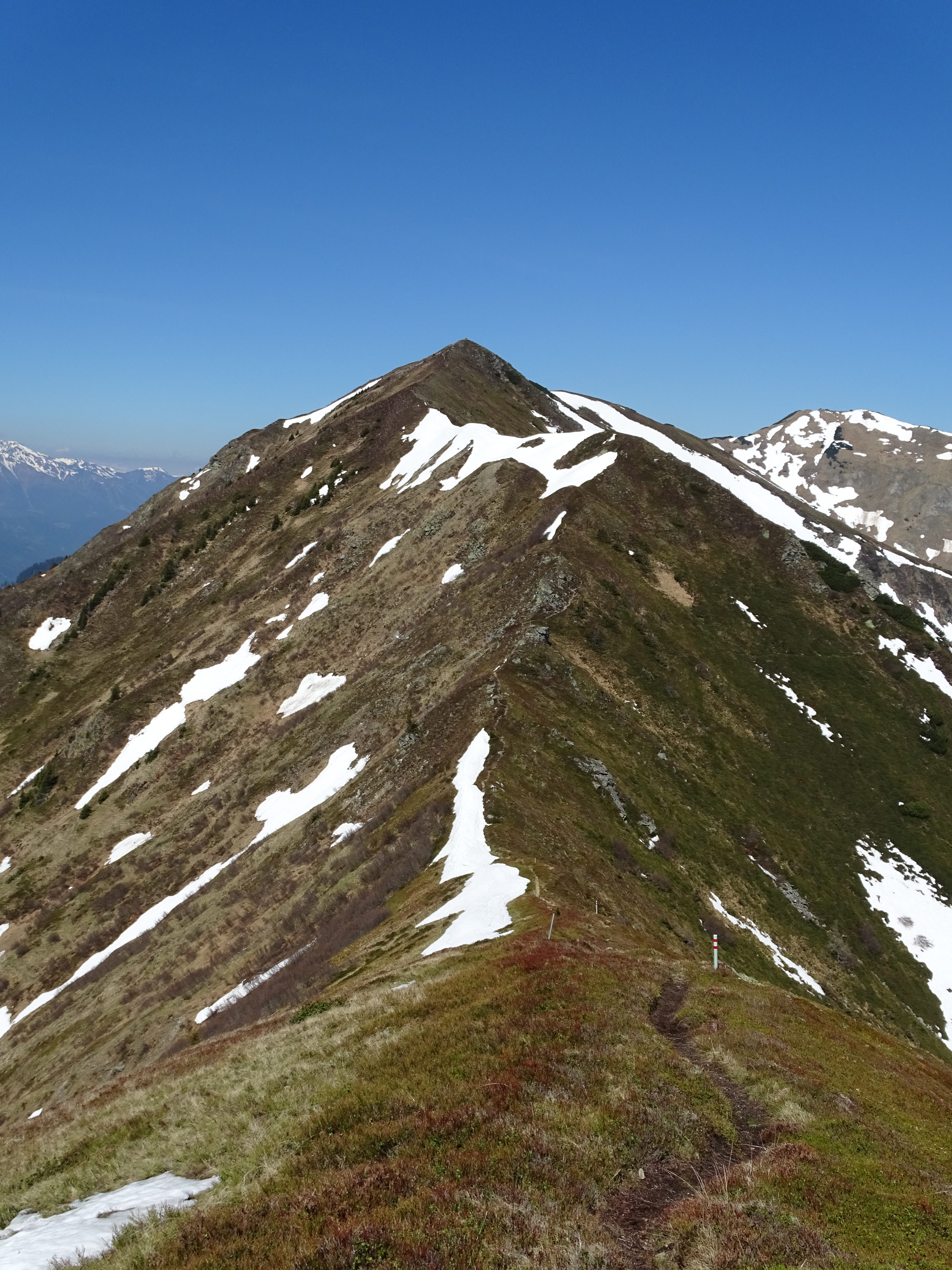

施派克科格爾山（德語：Speikkogel），是奧地利的山峰，位於該國東南部，由施泰爾馬克州負責管轄，屬於艾塞訥茨阿爾卑斯山脈的一部分，海拔高度1,992米。